# Stolperstein in Horst (Holstein)

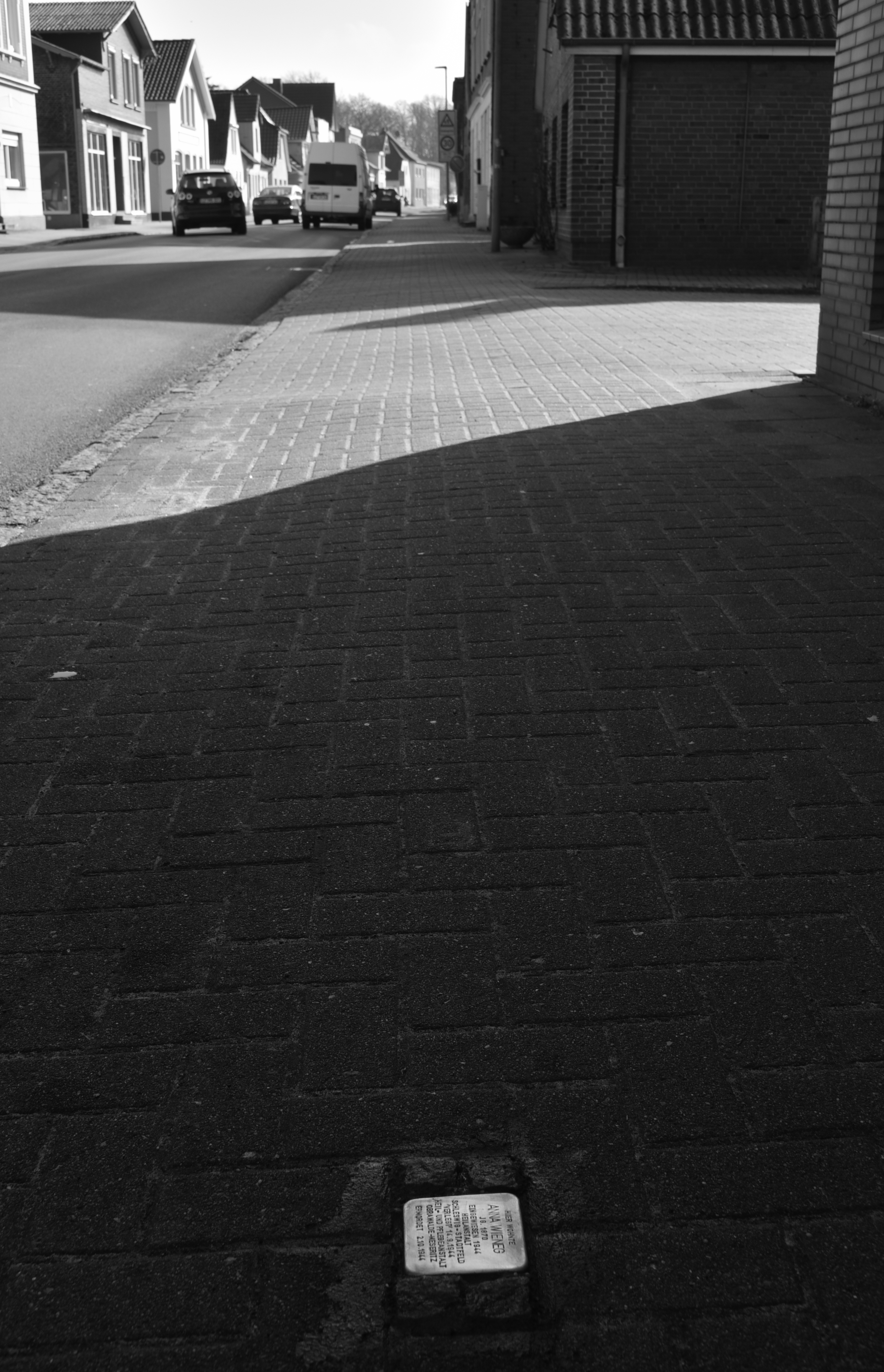
Stolperstein in Horst

Der Stolperstein in Horst (Holstein) ist Anna Wieneg gewidmet, einem Opfer der Aktion T4, des nationalsozialistischen Mordprogramms für Menschen mit Beeinträchtigung. Stolpersteine werden vom Kölner Künstler Gunter Demnig in weiten Teilen Europas verlegt. Sie erinnern an das Schicksal der Menschen, die von den Nationalsozialisten ermordet, deportiert, vertrieben oder in den Suizid getrieben wurden, und liegen im Regelfall vor dem letzten selbstgewählten Wohnsitz des Opfers.
Der bislang einzige Stolperstein von Horst (Holstein) wurde am 3. März 2012 vom Künstler persönlich verlegt.

## Stolperstein
| Stolperstein | Inschrift | Verlegeort       | Name, Leben |
| ------------ | --- | ---------------- | --- |
|              | HIER WOHNTE ANNA WIENEG JG. 1870 EINGEWIESEN 1944 HEILANSTALT SCHLESWIG-STADTFELD 'VERLEGT' 14.9.1944 HEIL- UND PFLEGEANSTALT OBRAWALDE-MESERITZ ERMORDET 2.10.1944 | Schulstraße 21 · | Anna Wieneg wurde am 18. Februar 1870 in Rothenmeer bei Wilster geboren. Sie hatte acht Kinder, wovon sieben früh starben, ihr ältester Sohn fiel im Jahr 1917 im Alter von 29 Jahren im Ersten Weltkrieg. Ihr Mann starb 1911 an einer Tuberkulose und sie heiratete 1914 erneut. Am 9. August 1923 wurde sie in die Provinzial-Heil- und Pflegeanstalt bei Neustadt eingewiesen, dem voran ging ein eheliches Eifersuchtsdrama. Bei Wieneg wurde Paranoia diagnostiziert. Am 10. August 1923 wurde sie wieder entlassen. 1931 zog sie nach Horst, als Beruf war Haushälterin angegeben. Am 9. August 1944 erfolgte Wienegs Einweisung in die Landesheilanstalt Schleswig-Stadtfeld, von dort wurde sie am 14. September 1944 aus „kriegsbedingten Gründen“ in die Landesheil- und Pflegeanstalt Obrawalde bei Meseritz überstellt. Anna Wieneg wurde dort am 2. Oktober 1944 ermordet, als offizielle Todesursache wurde Altersschwäche angegeben, sie war ein Opfer der Aktion T4. Das Telegramm mit der Todesbenachrichtigung seitens der Heilanstalt mussten die Hinterbliebenen zahlen. |

## Verlegedatum
- 3. März 2012